# Els Croods
Els Croods (títol original en anglès, The Croods) és una pel·lícula d'aventures i comèdia en 3D del 2013 produïda per DreamWorks Animation i distribuïda per 20th Century Fox. Inclou les veus de Nicolas Cage, Emma Stone, Ryan Reynolds, Catherine Keener, Clark Duke i Cloris Leachman. Tot i que la pel·lícula ha estat doblada al català només es pot trobar subtitulada al català per Movistar + entre totes les plataformes de streaming.

## Argument
La pel·lícula està ambientada en una era prehistòrica coneguda com a Croodaci, un període que conté criatures fantàstiques, on la posició de l'home com a "Líder de la Caça" està en perill per l'arribada d'un geni prehistòric que crea nous invents revolucionaris, com el foc, mentre fan una excursió a través d'unes terres perilloses i exòtiques a la recerca d'una nova casa. Ja que aquest geni assegura que la fi del món s'acosta.

## Repartiment
- Nicolas Cage: Grug Crood
- Emma Stone: Eep Crood
- Ryan Reynolds: Guy
- Catherine Keener: Ugga Crood
- Clark Duke: Thunk Crood
- Cloris Leachman: Gran
- Chris Sanders: Belt
- Randy Thom: Sandy Crood

## Producció

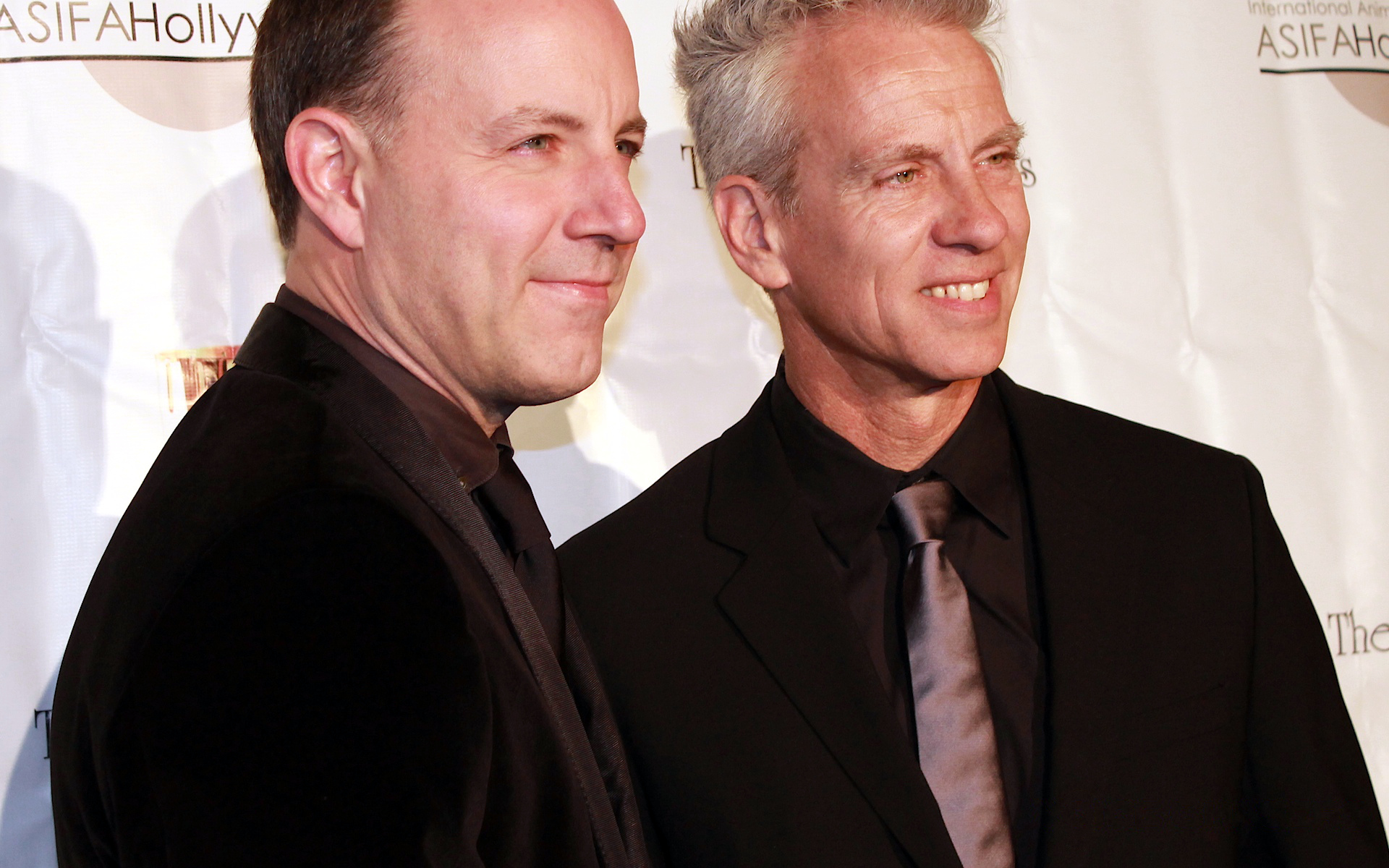
Directors i guionistes Kirk DeMicco i Chris Sanders als Premis Annie

La pel·lícula va ser anunciada el 2005 sota el títol provisional de Crood Awakening, originalment una cinta produïda per Aardman Animations com a part del contracte que aquesta tenia amb DreamWorks Animation. John Cleese i Kirk DeMicco havien estat treballant junts en una història basada en la novel·la de Roald Dahl Els Culdolla, un projecte que mai va veure la llum. DreamWorks va aconseguir una còpia del seu guió i va convidar a Cleese i DeMicco a treballar amb ells per veure si podien fer alguna pel·lícula junt amb aquelles idees. Van escollir la història bàsica de dos homes prehistòrics que competien, un inventor i un ludista, i van escriure els primers esborranys del guió. Amb la sortida d'Aardman a principis del 2007, els drets de la pel·lícula van recaure en DreamWorks.
El març de 2007, Chris Sanders, l'escriptor de Mulan i de Lilo & Stitch, va unir-se a DreamWorks per dirigir la cinta amb totes les intenciones de reescriure de manera significativa el guió. El setembre de 2008 va sortir a la premsa que Sanders s'havia fet càrrec de Com ensinistrar un drac abandonant Els Croods i, per tant, posposant la seva data d'estrena per un any fins al març de 2012. El títol final de la pel·lícula, Els Croods, es va revelar el maig de 2009, al mateix temps que el nom del nou co-director, Kirk DeMicco. El març de 2011 la cinta va ser endarrerida de nou, al març de 2013, i, finalment, es va estrenar el 22 de març del 2013.

## Premis i nominacions

### Nominacions
- 2014: Oscar a la millor pel·lícula d'animació
- 2014: Globus d'Or a la millor pel·lícula d'animació
- 2014: BAFTA a la millor pel·lícula d'animació